# Vasco Anes Corte-Real (II)

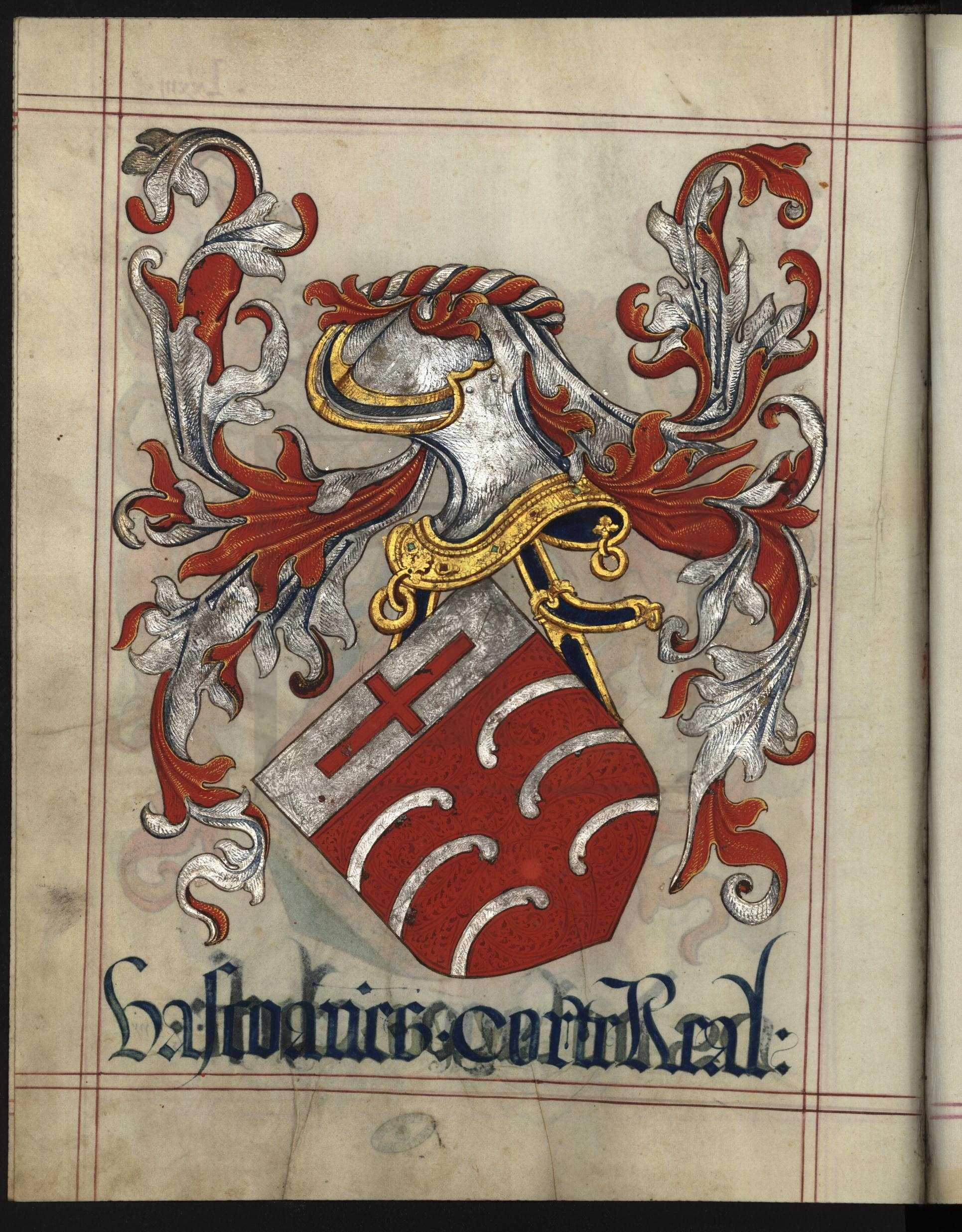
Armas de Vasco Anes Corte-Real, alcaide-mor de Tavira e capitão do donatário em Angra.

Vasco Anes Corte Real (Tavira, c. 1450 — Évora, 26 de fevereiro de 1537), por vezes referido por Vasqueanes Corte-Real, segundo deste nome na família, foi o segundo capitão-do-donatário de Angra e da ilha de S. Jorge, cargo em que sucedeu a seu pai, João Vaz Corte-Real. Tal como seu pai e irmãos, foi navegador e explorador dos mares para oeste dos Açores, crendo-se que tenha viajado até às costas da América do Norte.

## Biografia
Nasceu provavelmente no Algarve, talvez em Tavira, filho de João Vaz Corte-Real e de sua esposa Maria Abarca, tendo acompanhado os pais quando estes, por volta de 1474, se fixaram na então vila de Angra, na sequência da nomeação de seu pai para o cargo de capitão do donatário na ilha Terceira na parte de Angra.  Teve 6 irmãos: Miguel Corte-Real, Gaspar Corte-Real, Joana Vaz Côrte-Real, Iria Corte-Real, Lourenço Vaz Corte-Real e Isabel Corte-Real. Era neto do primeiro Vasco Anes Corte-Real, que também foi alcaide de Tavira e navegador.
Tal como seu pai, Vasco Anes Corte Real foi cavaleiro da Casa Real, ao serviço do rei D. Manuel, tendo permanecido longe da Terceira durante a maior parte da sua vida. Para além do cargo de cpitão do donatário na parte de Angra da ilha Terceira e na ilha de São Jorge, foi alcaide-mor em Tavira, no Algarve. Foi também vedor da Fazenda Real, cargo que já ocupava em 1497, e do conselho de D. Manuel, pelo menos desde 1518.
Combateu em Marrocos, onde em 1495 se notabilizou ao capturar o chefe mouro Mulei Ali ibne Raxide, referido como Ali Barraxo ou Mulei Barraxo nas fontes portuguesas, que um «valentíssimo e famosíssimo mouro, senhor de 22 000 mouros de cavalo, seus súbditos». Os seus descendentes incluíram uma bandeira na heráldica familiar em memória da bandeira capturada deste chefe. 
Como filho primogénito, foi o sucessor de seu pai, João Vaz Corte-Real, nas capitanias de Angra e da ilha de São Jorge, em que foi confirmado por carta de 2 de julho de 1497. Também recebeu a propriedade dos ofícios da ilha da Garça, que intentara descobrir, mas não achou, o que confirma que continuou os esforços de descobrimentos no oeste do Atlântico, actividades em que o seu pai e irmãos se haviam notabilizado.
No arranque do caminho de honrarias que faria da família Corte Real uma das mais importantes de Portugal, recebeu muitas outras mercês reais, nomeadamente, em 1500, o monopólio da venda do sal da ilha Terceira. O mesmo rei ainda lhe concedeu a doação de tudo o que seus irmãos Gaspar Corte-Real e Miguel Corte-Real tivessem descoberto nas suas viagens à Terra Nova dos Bacalhaus, em viagens para as quais ele próprio tinha concorrido com a sua fazenda.
Ficou célebre quando foi impedido pelo rei D. Manuel de partir para as costas da América do Norte em busca dos seus dois irmãos ali desaparecidos nas viagens de 1500 a 1502 e dados por perdidos. Em consequência disto, é a este Vasco Anes que Fernando Pessoa se refere como o terceiro irmão que quis navegar em busca dos seus outros irmãos que se haviam perdido, no seu poema «Noite», incluído na Mensagem..
Os Corte-Real foram uma família distinta originária de Tavira nos séculos XV e XVI, ligados ao descobrimento da Terra Nova e Labrador e exploração do Canadá cerca do ano de 1472. O NRP Corte-Real (F332), navio da Marinha de Portugal, recebeu este nome como homenagem aos navegadores desta família.

## Descendência
Casou com D. Joana da Silva, filha de Garcia de Melo, alcaide-mor de Serpa. Deste seu casamento com Joana Pereira, nasceram 4 filhos e 2 filhas, a saber:
- Jerónimo Corte-Real, faleceu solteiro em Lisboa, instituidor do morgado da herdade de Vale da Palma (Nossa Senhora de Machede, Évora);
- Manuel Corte Real, que herdou os cargos de capitão do donatário em Angra e na ilha de São Jorge;
- Cristóvão Corte Real, falecido antes de 1518;
- Miguel Corte Real, o segundo deste nome, que foi sacerdote;
- Bernardo Corte-Real, que lhe sucedeu no título de alcaide-mor de Tavira;
- Filipa da Silva, faleceu solteira;
- Maria da Silva, que casou com D. Pedro de Eça, filho de D. Francisco de Eça, capitão de Malaca.